# سترازبورغ - سان دوني (مترو باريس)
سترازبورغ - سان دوني (بالفرنسية: Strasbourg – Saint-Denis)‏ هي محطة مترو تابعة لمترو باريس تقع في فرنسا في الدائرة الثانية في باريس.[بحاجة لمصدر]